# Misje dyplomatyczne Macedonii Północnej

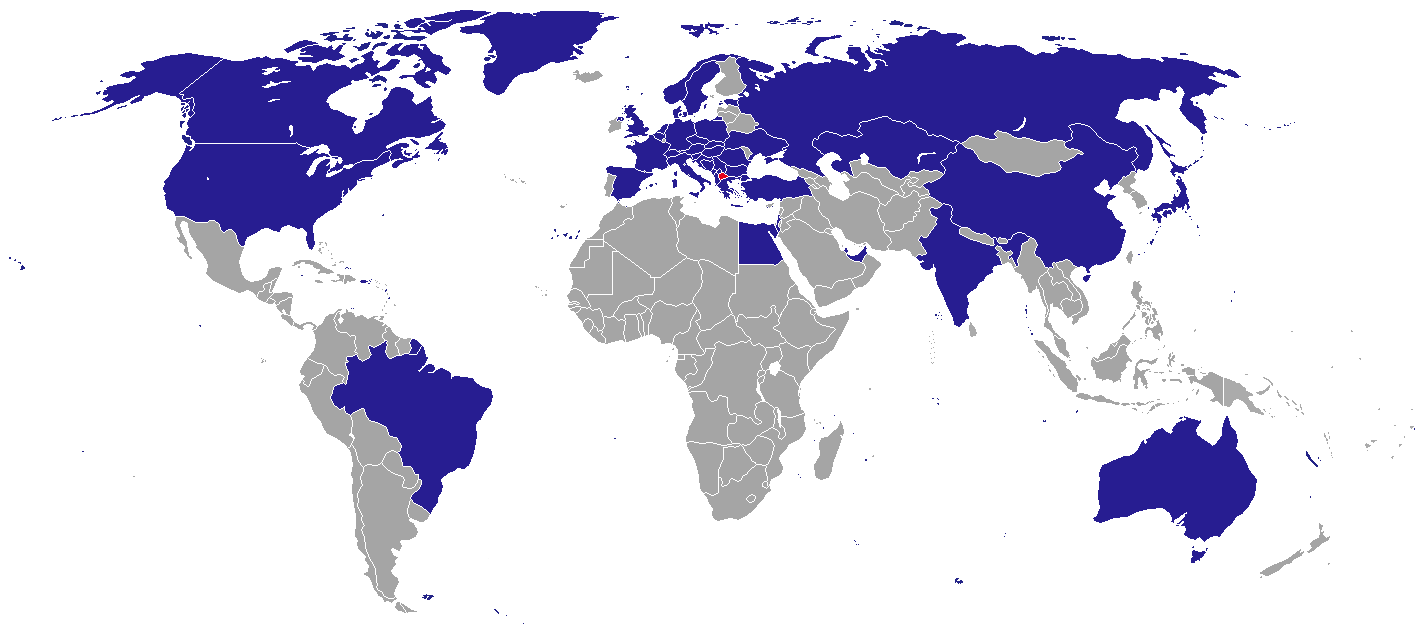
Kraje, w których Republika Macedonii Północnej ma swoje przedstawicielstwa dyplomatyczne

Misje dyplomatyczne Macedonii Północnej – przedstawicielstwa dyplomatyczne Republiki Macedonii Północnej przy innych państwach i organizacjach międzynarodowych. Poniższa lista zawiera wykaz obecnych ambasad, konsulatów zawodowych i misji w innych rangach. Nie uwzględniono konsulatów honorowych.

## Europa
- Albania
  - Tirana (Ambasada)
- Austria
  - Wiedeń (Ambasada)
- Belgia
  - Bruksela (Ambasada)
- Bośnia i Hercegowina
  - Sarajewo (Ambasada)
- Bułgaria
  - Sofia (Ambasada)
- Chorwacja
  - Zagrzeb (Ambasada)
- Czarnogóra
  - Podgorica (Ambasada)
- Czechy
  - Praga (Ambasada)
- Dania
  - Kopenhaga (Ambasada)
- Estonia
  - Tallinn (Ambasada)
- Francja
  - Paryż (Ambasada)
- Grecja
  - Ateny (Biuro Łącznikowe)

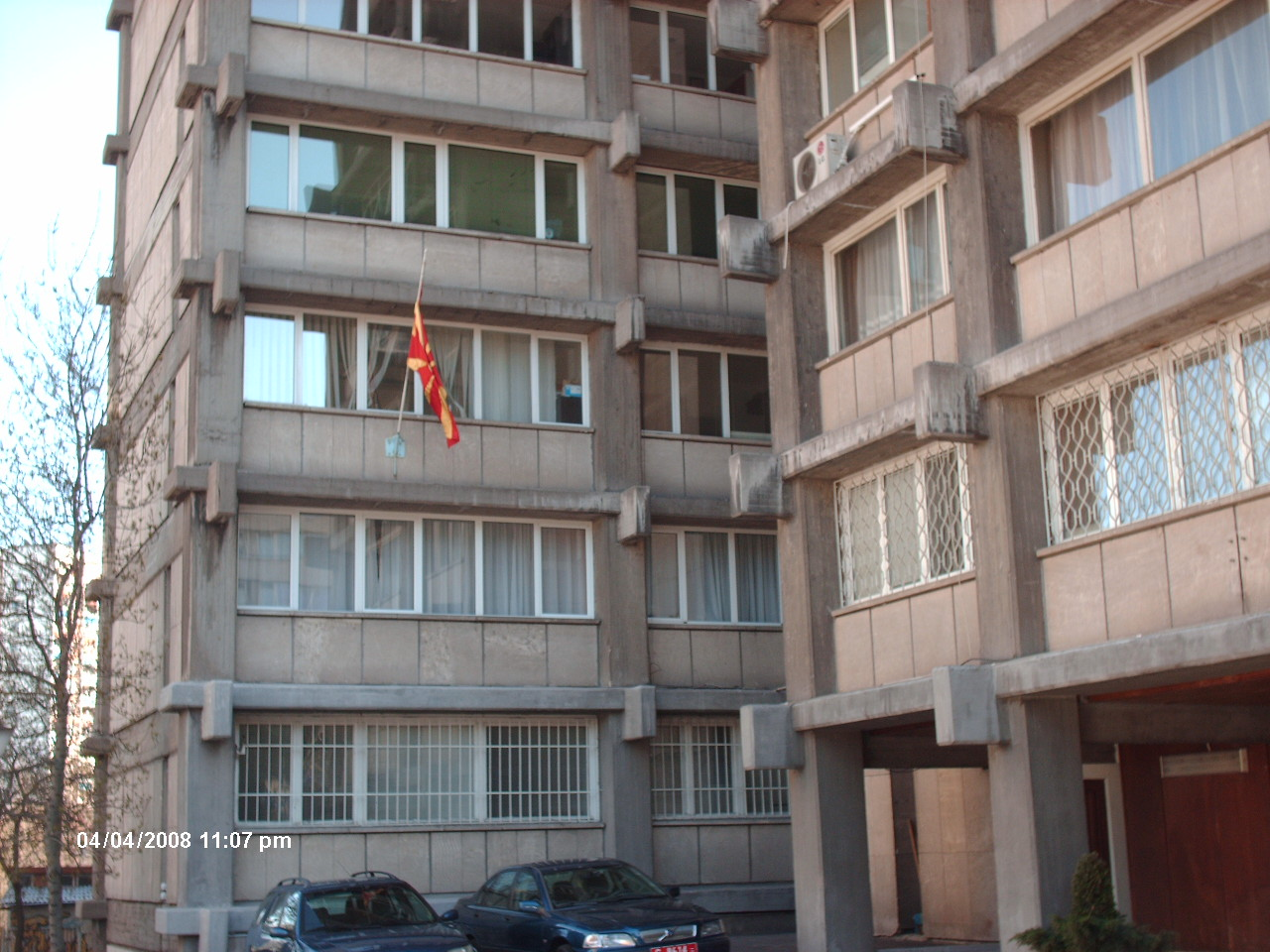
Ambasada Macedonii Północnej w Sofii.

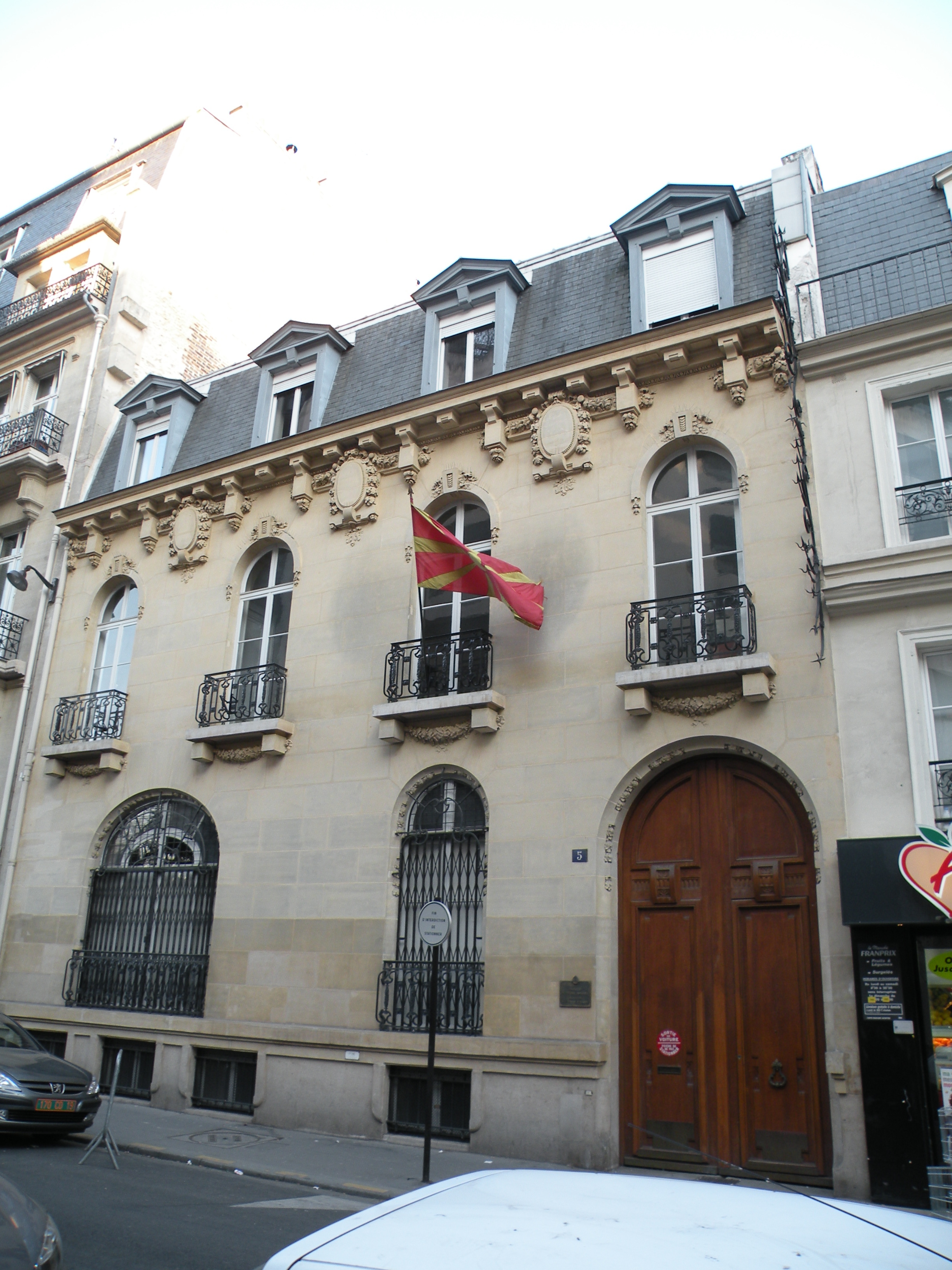
Ambasada Macedonii Północnej w Paryżu.

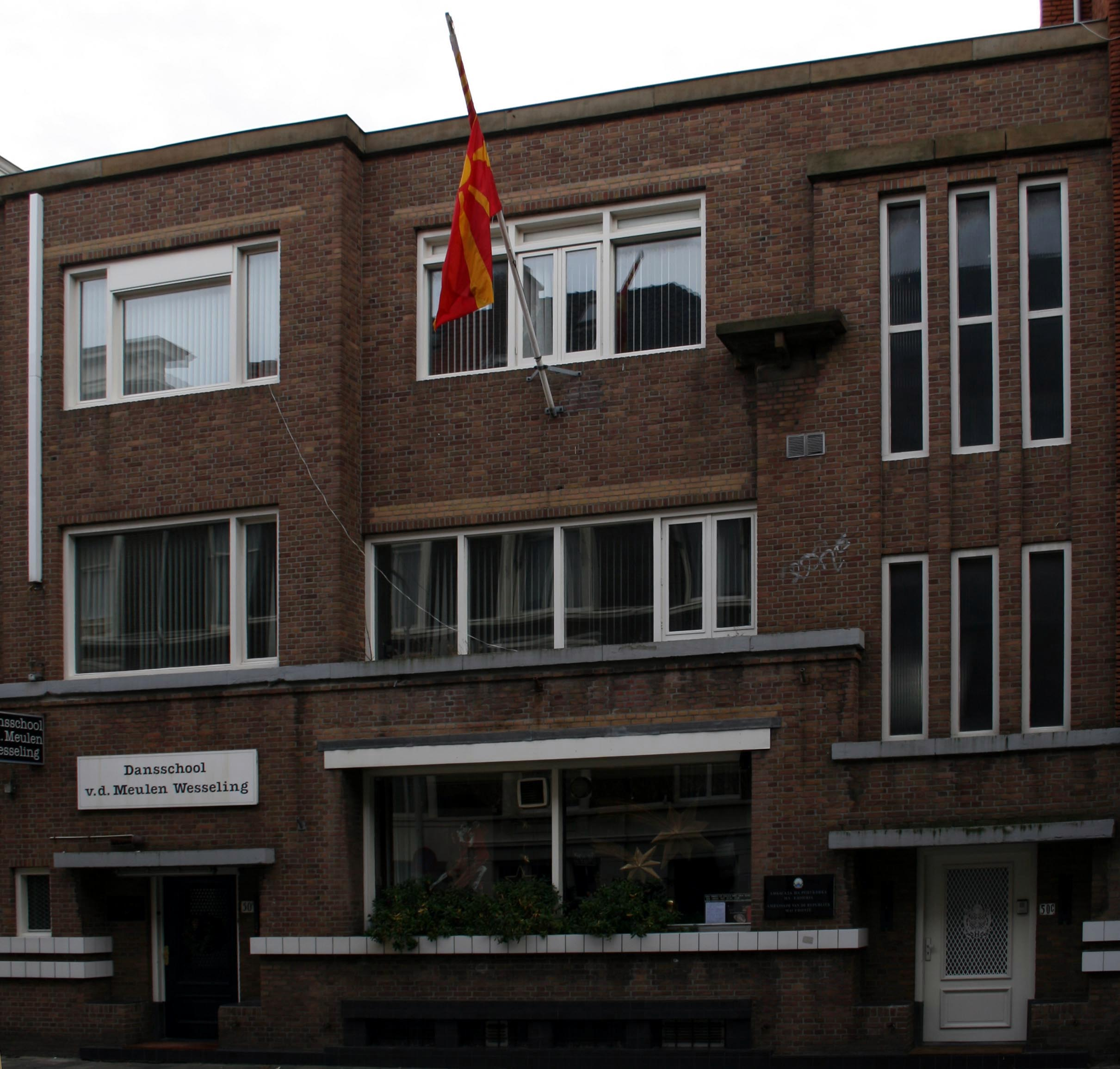
Ambasada Macedonii Północnej w Hadze.

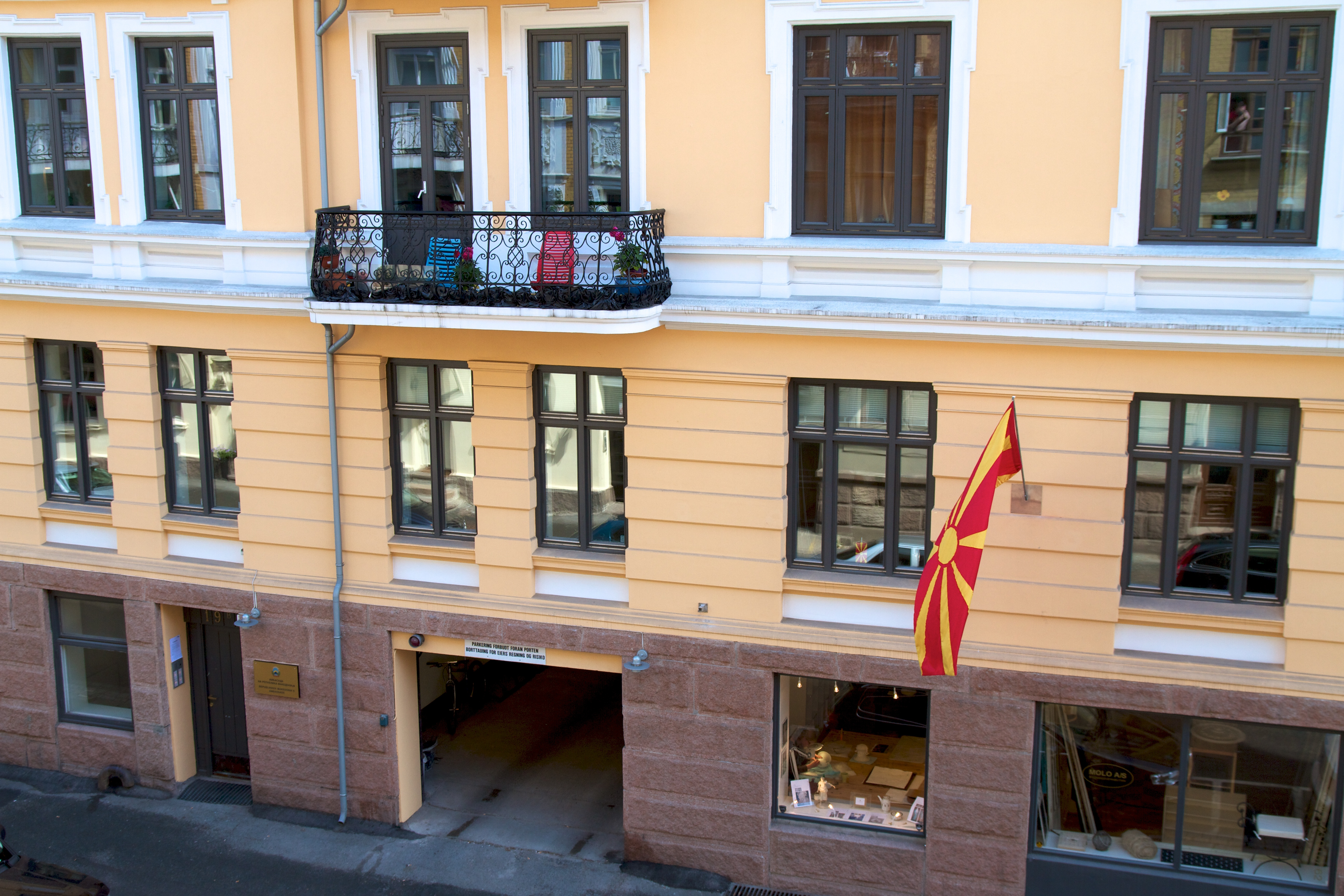
Ambasada Macedonii Północnej w Oslo.

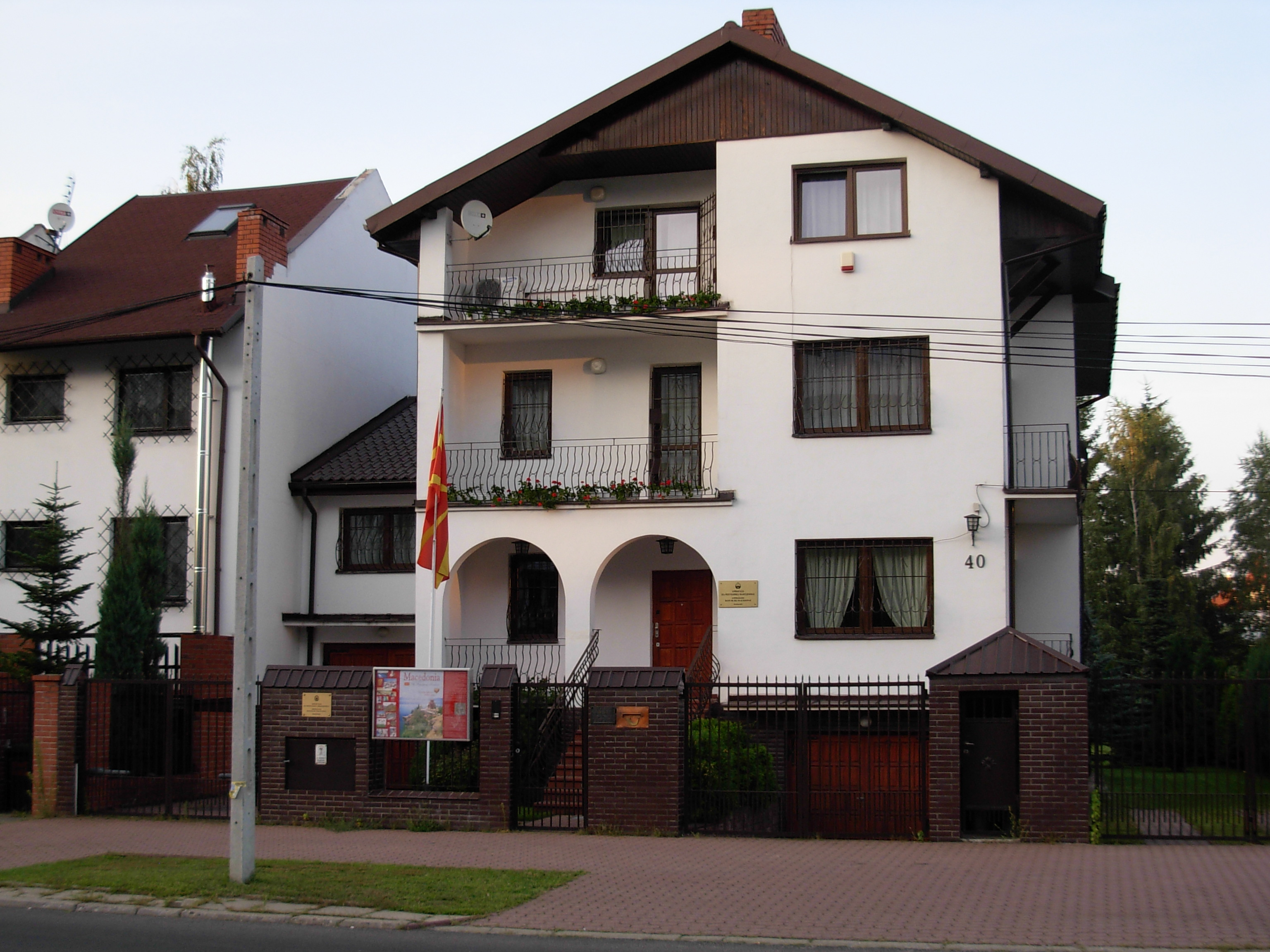
Ambasada Macedonii Północnej w Warszawie.

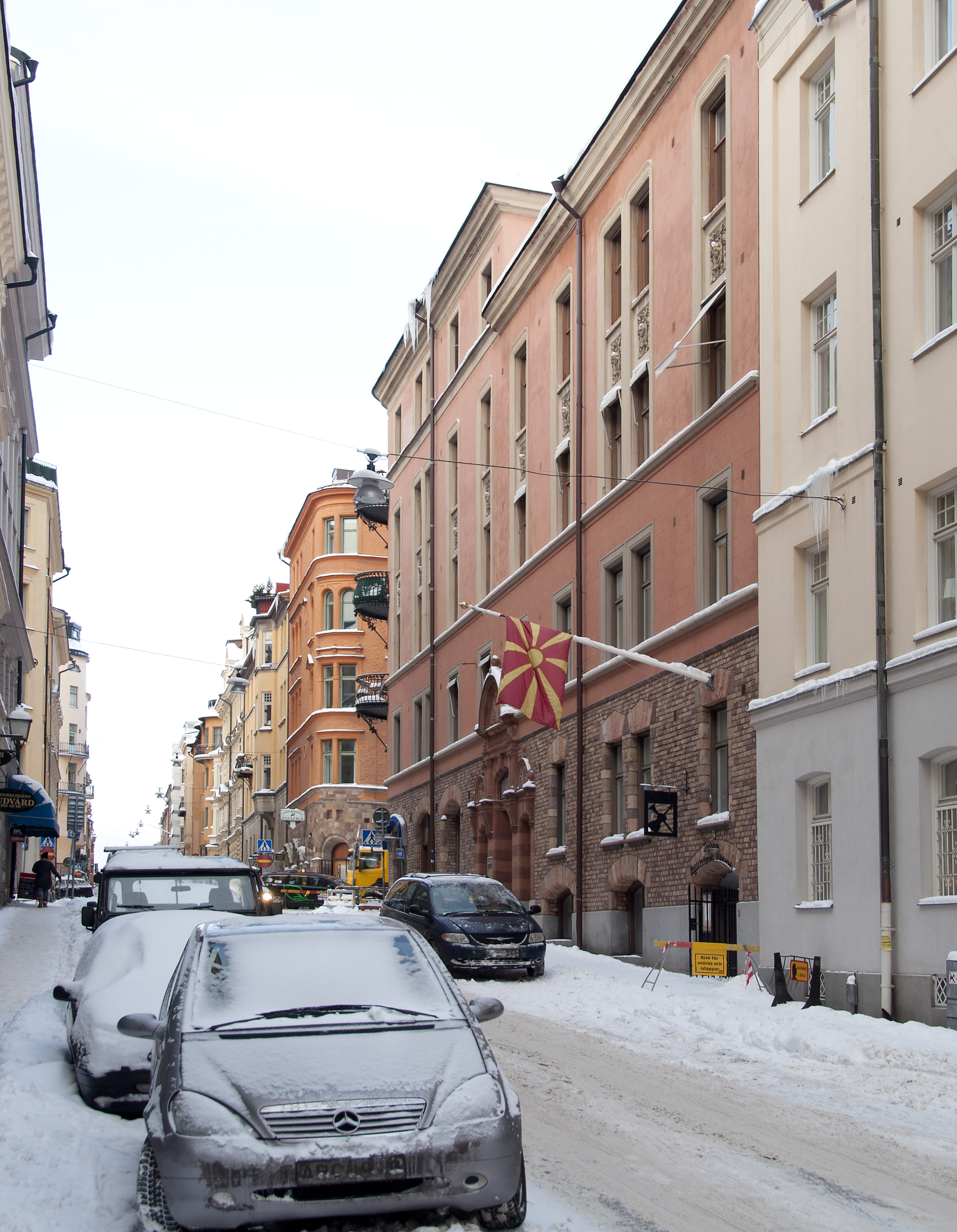
Ambasada Macedonii Północnej w Sztokholmie.

  - Saloniki (Urząd Spraw Konsularnych, Gospodarczych i Handlowych)
- Hiszpania
  - Madryt (Ambasada)
- Holandia
  - Haga (Ambasada)
- Kosowo
  - Prisztina (Ambasada)
- Niemcy
  - Berlin (Ambasada)
  - Bonn (Oddział ambasady)
  - Monachium (Konsulat generalny)
- Norwegia
  - Oslo (Ambasada)
- Polska
  - Warszawa (Ambasada)
- Rosja
  - Moskwa (Ambasada)
- Rumunia
  - Bukareszt (Ambasada)
- Serbia
  - Belgrad (Ambasada)
- Słowenia
  - Lublana (Ambasada)
- Stolica Apostolska
  - Rzym (Ambasada)
- Szwajcaria
  - Berno (Ambasada)
- Szwecja
  - Sztokholm (Ambasada)
- Turcja
  - Ankara (Ambasada)
  - Stambuł (Konsulat generalny)
- Ukraina
  - Kijów (Ambasada)
- Węgry
  - Budapeszt (Ambasada)
- Wielka Brytania
  - Londyn (Ambasada)
- Włochy
  - Rzym (Ambasada)
  - Wenecja (Konsulat generalny)

## Ameryka Północna, Środkowa i Karaiby

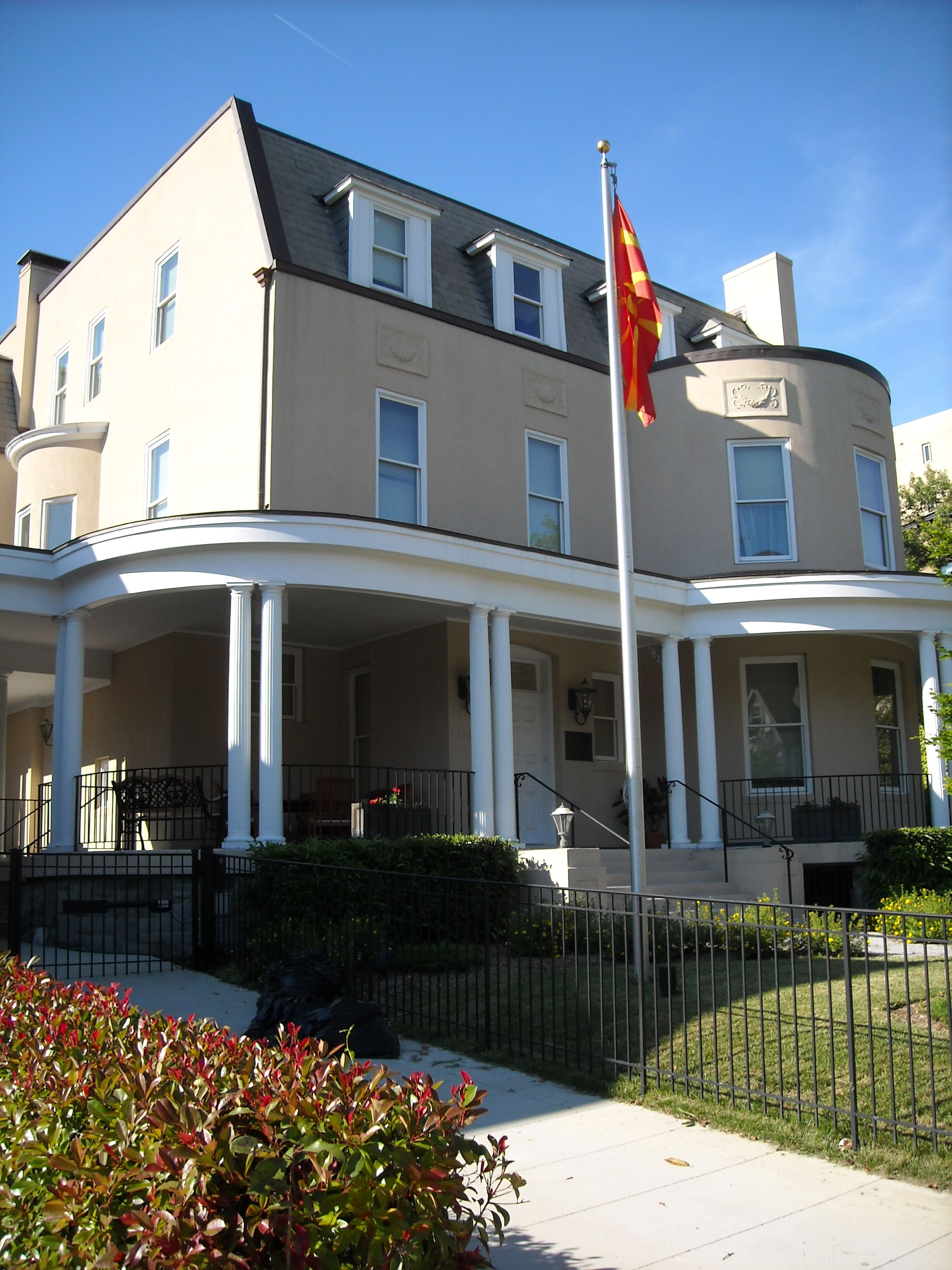
Ambasada Macedonii Północnej w Waszyngtonie.

- Kanada
  - Ottawa (Ambasada)
  - Toronto (Konsulat generalny)
- Stany Zjednoczone
  - Waszyngton (Ambasada)
  - Chicago (Konsulat generalny)
  - Detroit (Konsulat generalny)
  - Nowy Jork (Konsulat generalny)

## Ameryka Południowa
- Brazylia
  - Brasília (Ambasada)

## Afryka
- Egipt
  - Kair (Ambasada)

## Azja
- Chiny
  - Pekin (Ambasada)
- Indie
  - Nowe Delhi (Ambasada)
- Izrael
  - Tel Awiw-Jafa (Ambasada)
- Katar
  - Doha (Ambasada)

## Australia i Oceania

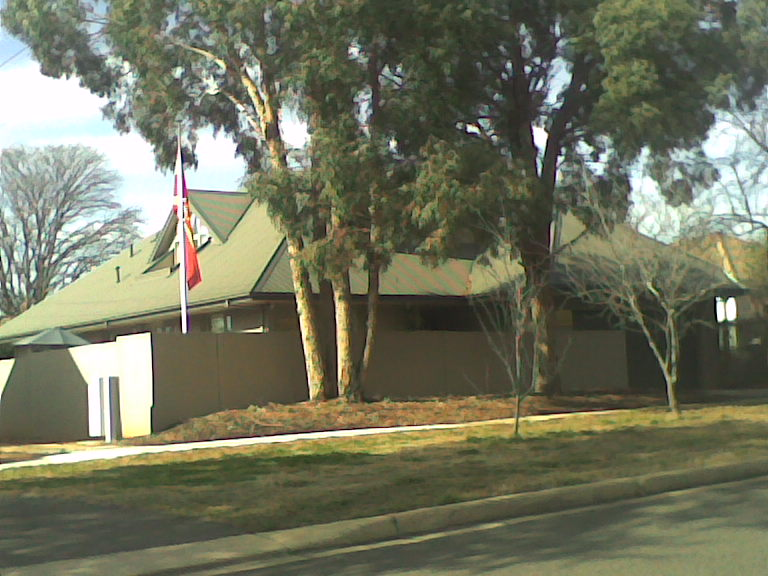
Ambasada Macedonii Północnej w Canberze.

- Australia
  - Canberra (Ambasada)
  - Melbourne (Konsulat generalny)

## Organizacje międzynarodowe
- Nowy Jork - Stałe Przedstawicielstwo przy Organizacji Narodów Zjednoczonych
- Genewa - Stałe Przedstawicielstwo przy Biurze Narodów Zjednoczonych i Światowej Organizacji Handlu
- Paryż - Stałe Przedstawicielstwo przy UNESCO
- Wiedeń - Stałe Przedstawicielstwo przy Organizacjach Międzynarodowych
- Bruksela - Stałe Przedstawicielstwo przy Unii Europejskiej
- Bruksela - Misja przy NATO
- Strasburg - Stałe Przedstawicielstwo przy Radzie Europy
- Rzym - Stałe Przedstawicielstwo przy Organizacji Narodów Zjednoczonych do spraw Wyżywienia i Rolnictwa